# Pygmalion
För andra betydelser, se Pygmalion (olika betydelser).

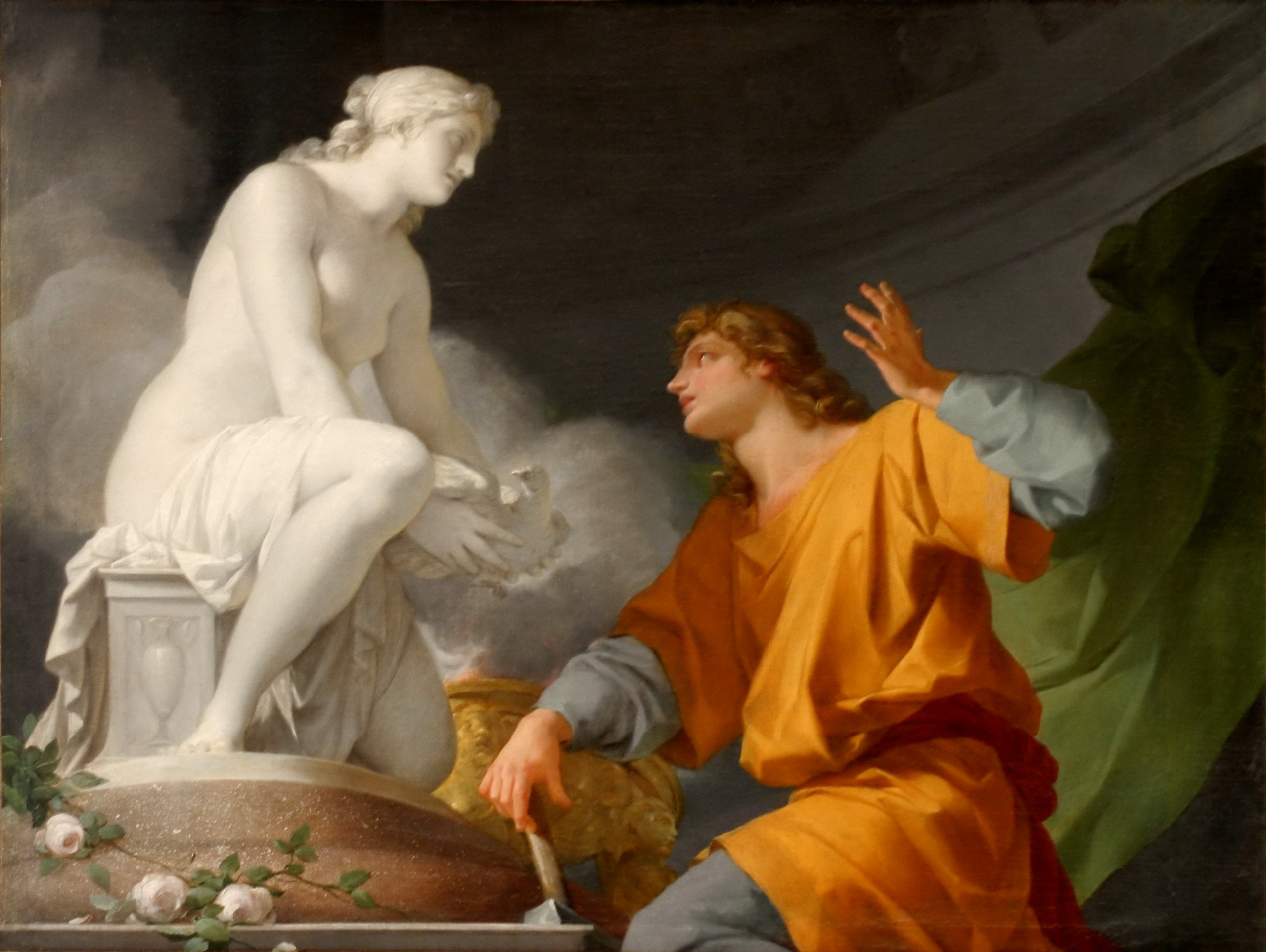
Pygmalion framför sin sköna staty, på en målning av Jean-Baptiste Regnault (1786), Musée National du Château et des Trianons.

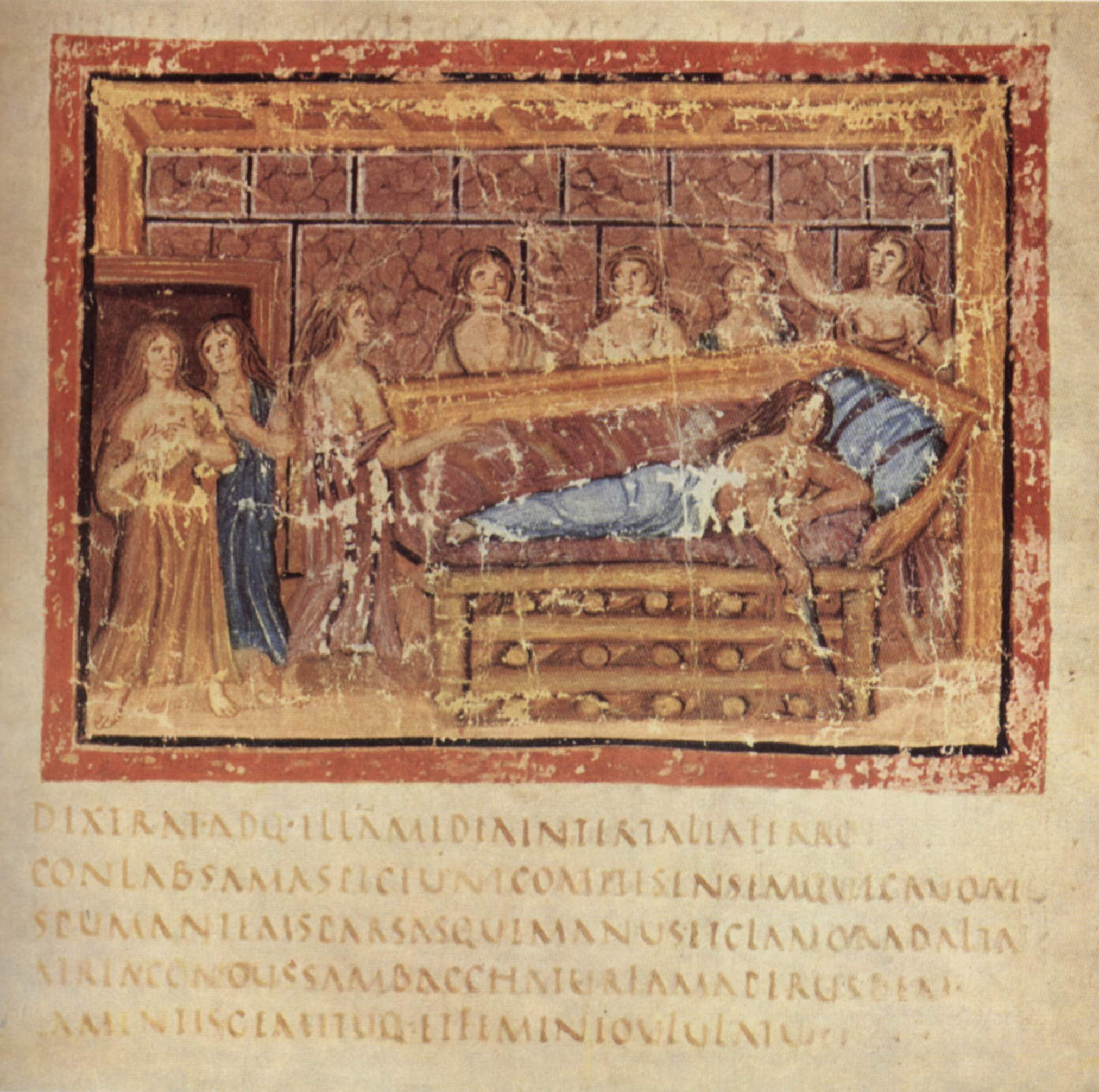
Den andre Pygmalion var från Tyros och bror till Dido. Aeneiden (bok IV, Didos död) från Vatikanbiblioteket.

Pygmalion (grekiska: Πυγμαλίων, Pygmali’ōn) är namnet på två olika kungar i grekisk mytologi. Den ene var kung på Cypern och den andre kung i feniciska Tyros. Den senares syster hette Dido.

## Två Pygmalion

### Kung på Cypern
Pygmalion var enligt sagan namnet på en kung på Cypern. Han var även skulptör och skapade en kvinnostaty i elfenben, som han förälskade sig i. Kärleksgudinnan Afrodite gav därefter statyn liv. Han kallade statyn Galatea men ska inte förväxlas med havsnymfen Galatea.  Pygmalion och kvinnan fick en dotter vid namn Pafos. 
Sagan återgavs av Ovidius i hans Metamorfoser. Under 1700- och 1800-talen symboliserade Pygmalion myten om den romantiske älskaren som genom sin åtrå kunde skapa den perfekta skönheten. Moderna variationer av motivet är George Bernard Shaws komedi Pygmalion och den på denna baserade musikalen My Fair Lady.

### Kung i Tyros
Pygmalion (feniciska: Pumayyaton) var namnet på en kung i den feniciska staden Tyros. Han blev kung efter att ha mördat sin svåger, kung Sychaeos. Pygmalions syster, som var Sychaeos maka, hette Dido. Efter Pygmalions maktövertagande flydde Dido till Nordafrika, där hon grundade staden Karthago. Hennes olyckliga kärlekshistoria med Aeneas beskrevs av Vergilius i Aeneiden.